# Getaneh Kebede
Getaneh Kebede (amh. ጌታነህ ከበደ; ur. 2 kwietnia 1992 w Addis Abebie) – piłkarz etiopski grający na pozycji napastnika.

## Kariera klubowa
Kebede urodził się w Addis Abebie w Etiopii. Swoją karierę piłkarską Getaneh rozpoczął w klubie Debub Police SC, gdzie następnie przeniósł się do Dedebitu w stolicy kraju. W jego barwach zadebiutował w 2007 roku w pierwszej lidze etiopskiej. Był najlepszym strzelcem ligi etiopskiej w 2013 roku. 19 lipca 2013 roku przeniósł się do Bidvest Wits. Podpisał trzyletni kontrakt z południowoafrykańskim klubem. W latach 2015-2016 grał w University of Pretoria FC. We wrześniu 2016 roku powrócił do swojego starego klubu ze stolicy - Dedebitu. 14 sierpnia 2018 roku ogłoszono, że Getaneh podpisał dwuletni kontrakt z Saint-George SA. Od 29 września 2021 występuje w etiopskim klubie Wolkite City FC.

## Kariera reprezentacyjna
W reprezentacji Etiopii Getaneh zadebiutował 8 października 2011 roku z Madagaskarem w meczu kwalifikacji do Pucharu Narodów Afryki 2013. Swoje dwa debiutanckie gole zdobył 16 listopada 2011 roku z Somalią w wygranym pojedynku 5:0. Był to mecz eliminacji do mundialu w Brazylii. W 2013 roku został powołany do kadry na Puchar Narodów Afryki 2013. Wystąpił we wszystkich trzech spotkaniach tego turnieju. W meczu z reprezentacją Zambii, który skończył się remisem 1:1, następnie w przegranym 4:0 spotkaniu z Burkina Faso oraz również przegranym meczu z Nigerią 2:0. 29 marca 2016 roku Kebede strzelił dwa gole przeciwko Algierii w kwalifikacjach do Pucharu Narodów Afryki 2017. Mecz odbył się w stolicy kraju - Addis Abebie i zakończył się remisem 3:3. Getaneh strzelił dwa gole 5 czerwca 2016 roku w wygranym pojedynku z Lesotho oraz jednego w rewanżu 3 września 2016 roku, kiedy to wygrali 2:1. Mimo że Etiopia zajęła drugie miejsce w grupie J, przez słabsze wyniki nie zdołała się dostać na turniej. Kebede został drugim najlepszy, strzelcem eliminacji, wyprzedził go jedynie piłkarz Algierski - Hillel Soudani. W reprezentacji Etiopii Kebede zaczął występować z numerem 9, a od spotkania ze Sierra Leone 9 września 2018 roku jest kapitanem zespołu. W eliminacjach do Pucharu Narodów Afryki 2021 Etiopia zajęła drugie miejsce w grupie K, a Kebede strzelił w tych kwalifikacjach 3 gole. Getaneh został powołany na Pucharu Narodów Afryki 2021.

## Statystyki kariery

### Reprezentacyjne
(Stan na 10 stycznia 2021)
| Reprezentacja | Rok     | Występy | Gole |
| ------------- | ------- | ------- | ---- |
| Etiopia       | 2011    | 3       | 2    |
| Etiopia       | 2012    | 4       | 3    |
| Etiopia       | 2013    | 9       | 3    |
| Etiopia       | 2014    | 4       | 2    |
| Etiopia       | 2015    | 4       | 2    |
| Etiopia       | 2016    | 4       | 6    |
| Etiopia       | 2017    | 3       | 0    |
| Etiopia       | 2018    | 4       | 2    |
| Etiopia       | 2019    | 0       | 0    |
| Etiopia       | 2020    | 2       | 1    |
| Etiopia       | 2021    | 10      | 5    |
| Etiopia       | 2022    | 1       | 0    |
| Łącznie       | Łącznie | 61      | 32   |